# بوب نيوتن (لاعب كرة قدم أمريكية)
بوب نيوتن (بالإنجليزية: Bob Newton)‏ هو لاعب كرة قدم أمريكية أمريكي، ولد في 16 أغسطس 1949 في بومونا في الولايات المتحدة.

## وصلات خارجية
- بوب نيوتن على موقع مرجع كرة القدم المحترفة.كوم (الإنجليزية)